# Villaquilambre
Villaquilambre ist eine Gemeinde im nordwestlichen Zentral-Spanien in der Provinz León in der Autonomen Gemeinschaft Kastilien-León. Sie ist die viertgrößte Gemeinde der Provinz. Villaquilambre besteht aus verschiedenen Ortsteilen.  

## Geografie
Villaquilambre ist eine Gemeinde, die etwa fünf Kilometer nördlich von León am rechten Ufer des Flusses Torío liegt. Der höchste Punkt der Gemeinde ist der Alto de la Vallina Fonda, der sich auf 1028 m erhebt, und die durchschnittliche Höhe beträgt 870 m über dem Meeresspiegel. Im Westen liegt die Gemeinde Sariegos, im Norden die Gemeinde Garrafe de Torío und im Osten die Gemeinde Valdefresno. Villaquilambre liegt an der Grenze zwischen dem breiten Tal im Süden, wo der Río Torío in den Río Bernesga mündet, und dem Kantabrischen Gebirge im Norden.

## Bevölkerungsentwicklung
| Jahr      | 1842  | 1950  | 1981  | 1991  | 2001  | 2018   |
| --------- | ----- | ----- | ----- | ----- | ----- | ------ |
| Einwohner | 1 202 | 3 426 | 4 059 | 5 298 | 9 772 | 18 666 |

## Sehenswürdigkeiten
In Navatejera befinden sich die Überreste einer römischen Villa mit Mosaiken und Überresten von heißen Bädern; landwirtschaftliche Werkzeuge, die an diesem Ort gefunden wurden, sind im Museum von León ausgestellt.

## Wirtschaft
Die Wirtschaftstätigkeit hat sich in den letzten Jahren aufgrund des starken Bevölkerungswachstums stark verändert. So ist die Beschäftigung derzeit meist tertiär und sekundär und ersetzt die vor Jahren vorherrschende Landwirtschaft.